# 豹齒鱂
豹齒鱂，為輻鰭魚綱鯉齒目鯉齒亞目花鳉科的其中一種，分布於非洲坦尚尼亞及肯亞的淡水、半鹹水流域，體長可達5公分，棲息在河口沼澤、紅樹林、潟湖，屬肉食性，可作為觀賞魚。